# Marguerite Lescop
Marguerite Lescop, née Marguerite Geoffrion le 8 novembre 1915 à Longueuil (Québec) et morte le 3 avril 2020 à Montréal, est une autrice, conférencière et éditrice québécoise.

## Biographie
Après le décès de son mari, le Français René Lescop, professeur au Collège Stanislas d'Outremont, elle participe à des ateliers d'écriture à l'université et écrit son autobiographie, Le Tour de ma vie en 80 ans, qu'elle publie en auto-édition en 1996. Le livre est récompensé par le prix du Grand public au Salon du livre de Montréal et obtient un succès considérable (plus de 100 000 exemplaires vendus). Elle donne de très nombreuses conférences, notamment dans les maisons de retraite, en transmettant sa vitalité et son énergie à des auditoires âgés.
Elle fonde les éditions Lescop et publie deux autres livres: En effeuillant la Marguerite (1998) et Les Épîtres de Marguerite (2000). Aux éditions Fides, elle publie Nous, les vieux (2006), un recueil d’entretiens avec le prêtre Benoît Lacroix, son confesseur et ami.
En 2007, ses trois livres sont réédités aux éditions Guy Saint-Jean.
Le fonds d'archives des familles Lescop et Geoffrion (P973) est conservé au centre BAnQ Vieux-Montréal de Bibliothèque et Archives nationales du Québec.

### Mort
Elle est emportée par la Covid-19 à l'âge de 104 ans, au CHSLD Alfred-Desrochers à Montréal, où elle vivait depuis plusieurs années et où plusieurs autres résidents succombent également à la maladie.

## Distinctions
Marguerite Lescop est décorée de l’Ordre du Canada en 2001. En lui remettant sa médaille, la gouverneure générale Adrienne Clarkson souligne qu'elle a été «un modèle de vivacité, de détermination et de dévouement».